# Bouinan
Bouinan (en arabe : بوينان, en tamazight de l'Atlas blidéen : Bu Inan, tifinagh : ⴱⵓ ⵉⵏⴰⵏ) est une commune de la wilaya d'Alger en Algérie.

## Géographie

### Localisation
La commune de Bouinan est située au sud ouest wilaya d'Alger, à environ 29 km au sud 
| Boufarik | Chebli          | Chebli          |
| Soumaa   | Bouinan         | Bougara         |
| Chréa    | Hammam Melouane | Hammam Melouane |

### Localités de la commune
Lors du découpage administratif de 1984, la commune de Bouinan est constituée à partir des localités suivantes :
- Bouinan
- Amroussa
- Mellaha
- El Hasseinia
- Tabaïnette
- Chabet TAkouk
- Saf Saf
- Zitoun
- Sidi Serhane
- Taghzoult
- Karoubenne
- Zhaïria
- El Fouarhia
- Ech Chaouia
- El Azaïeb
- Boudra
- Azaznia
- Zerarka
- Boutebal
- Sidi M'Hamed
- Beni Kinaa
- Taouarga
- Aouaichia
- Chetouane
- Tefaha
- Sidi Bouziri
- Ouled Belkaïs
- Kouania
- Aouachria
- Sid El Mehdi
- El Ahmaïdia
- Massouma
- Bouangoud
- Oued El Had
- Amroussa supérieur

## Histoire
Village créé le 5 décembre 1857.

## Évolution démographique
| 1884 | 1892  | 1897 | 1902 | 2008   |
| ---- | ----- | ---- | ---- | ------ |
| 980  | 1 187 | 380  | 561  | 31 070 |